# PLAY (菅田将暉のアルバム)
『PLAY』（プレイ）は、日本の歌手・菅田将暉の1枚目のスタジオ・アルバム。タイトルは「プレイ」することによって、菅田将暉自身が楽しみ、その楽しさを伝えたいという思いが込められている。

## 背景とリリース
2018年3月21日に発売。完全生産限定盤（オリジナルTシャツ付き）、初回生産限定盤（DVD付き）、通常盤（CDのみ）の3形態でのリリース。完全生産限定盤の特典Tシャツは太賀による菅田のフォトプリント仕様。この盤のジャケットはレコードのLPサイズになっている。レトロモダンを意識したアートワークは写真家奥山由之による。
菅田自身が日頃から敬愛し一緒に音楽をプレイしたいと思ったアーティストからの楽曲提供、米津玄師との「灰色と青」、映画「火花」主題歌で桐谷健太と歌った、ビートたけしカバーの「浅草キッド」など、バラエティに富んだ作品を収録。

## 収録曲
1. さよならエレジー
作詞・作曲：石崎ひゅーい / 編曲：トオミヨウ
3rd Single
ドラマ『トドメの接吻』主題歌
2. いいんだよ、きっと
作詞：菅田将暉 / 作曲：石崎ひゅーい / 編曲：トオミヨウ
3. 見たこともない景色
作詞：篠原誠 / 作曲・編曲：飛内将大 / プロデュース：山田勝也（愛印）
1st Single
au三太郎シリーズサッカー応援CMソング
4. ピンクのアフロにカザールかけて
作詞：菅田将暉 / 作曲・編曲：柴田隆浩（忘れらんねえよ） / サウンドプロデュース：柴田隆浩、松岡モトキ
星野源がお気に入りの曲だと発言している。
5. 風になってゆく
作詞・作曲：渡辺大知（黒猫チェルシー） / 編曲・サウンドプロデュース：黒猫チェルシー
6. 台詞
作詞・作曲：石崎ひゅーい / 編曲：トオミヨウ
7. スプリンター
作詞・作曲：秋田ひろむ（amazarashi） / 編曲・サウンドプロデュース：出羽良彰
8. ゆらゆら
作詞・作曲：菅田将暉 / 編曲：シミズコウヘイ、越智俊介、タイヘイ
9. 呼吸
作詞：菅田将暉・飛内将大 / 作曲・編曲・サウンドプロデュース：飛内将大
2nd Single
10. 浅草キッド（菅田将暉×桐谷健太）
作詞・作曲：ビートたけし / 編曲：鈴木俊介、ストリングス編曲：鈴木俊介・石塚徹 / プロデュース：古賀俊輔 / サウンドディレクション：田井モトヨシ
Original Song：ビートたけし
映画『火花』主題歌
11. 灰色と青［+菅田将暉］（米津玄師）
作詞・作曲・編曲：米津玄師
米津玄師のアルバム『BOOTLEG』収録曲
12. 茜色の夕日
作詞・作曲：志村正彦
Original Song：フジファブリック
この曲のギターは菅田自身が演奏している。
13. ばかになっちゃったのかな
作詞・作曲：金木和也
1st Single c/w曲。ダウンロード版のみに収録
14. 雨が上がる頃に
作詞：大久保友裕 / 作曲：松下典由 / 編曲：大久保友裕
2nd Single c/w曲。ダウンロード版のみに収録

### 初回限定盤DVD
「5年後の茜色の夕日」～北九州小旅行ドキュメント映像～
初回生産限定盤特典。菅田将暉の原点ともいえる2013年公開の映画「共喰い」のロケ地である北九州・門司を5年ぶりに再訪したドキュメンタリー。
同映画の撮影中に繰り返しフジファブリックの「茜色の夕日」を聴いたことで、音楽への興味を持つきっかけとなったという菅田が、初アルバムを発表するにあたり、初心に帰って「茜色の夕日」への思いを語る。

## 演奏
歌詞カードのクレジットより記載。
- 菅田将暉
  - Vocal
  - Background Vocal (#1.2.3.4.6.7.8.9)
  - Guitar (#12)
- 玉田豊夢
  - Drums (#1.2.3)
  - Timbales (#1)
- 安達貴史：Bass (#1.2)
- 秋山浩徳：Guitar (#1.2)
- 吉田宇宙：Violin (#1)
- Tomi Yo
  - Piano (#6)
  - All Other Instruments (#1.2)
- 石崎ひゅーい：Background Vocal (#1)
- 真船勝博：Bass (#3.9)
- 飛内将大
  - Guitar (#3)
  - Programming ＆ All Other Instruments (#3.9)
- タイチサンダー (爆弾ジョニー)：Drums, Background Vocal (#4)
- アベマコト (挫・人間)：Bass, Background Vocal (#4)
- カニユウヤ (突然少年)：Lead Guitar, Background Vocal (#4)
- 柴田隆浩 (忘れらんねえよ)：Rhythm Guitar, Background Vocal (#4)
- 岡本啓佑 (黒猫チェルシー)：Drums (#5)
- 宮田岳 (黒猫チェルシー)：Bass (#5)
- 澤竜次 (黒猫チェルシー)：Guitar (#5)
- 渡辺大知 (黒猫チェルシー)：Background Vocal (#5)
- 朝倉真司：Drums (#6)
- 山口寛雄：Bass (#6)
- 真壁陽平：Guitar (#6)
- 出羽良彰：All Instruments (#7)
- タイヘイ (Shunske G & The Peas etc)：Drums (#8)
- 越智俊介 (CRCK/LCKS etc)：Bass (#8)
- シミズコウヘイ a.k.a. sooogood!：Guitar (#8)
- 福田洋子：Drums (#9)
- 三井律郎：Guitar (#9)
- 河村智康：Drums (#10)
- 松原秀樹：Bass (#10)
- 鈴木俊介：Guitar, Strings Arrangement (#10)
- 中西康晴：Piano (#10)
- 徳澤青弦ストリングス：Strings (#10)
- 石塚徹：Strings Arrangement (#10)
- 堀正輝 (ARDBECK)：Drums (#11)
- 須藤優 (ARDBECK, XIIX)：Bass (#11)
- 米津玄師：Vocal, Guitar (#11)